# Haplodrassus
Haplodrassus is een geslacht van spinnen uit de familie bodemjachtspinnen (Gnaphosidae).

## Soorten
De volgende soorten zijn bij het geslacht ingedeeld:
- Haplodrassus aenus Thaler, 1984
- Haplodrassus ambalaensis Gajbe, 1992
- Haplodrassus atarot Levy, 2004
- Haplodrassus belgeri Ovtsharenko & Marusik, 1988
- Haplodrassus bengalensis Gajbe, 1992
- Haplodrassus bicornis (Emerton, 1909)
- Haplodrassus bohemicus Miller & Buchar, 1977
- Haplodrassus canariensis Schmidt, 1977
- Haplodrassus caspius Ponomarev & Belosludtsev, 2008
- Haplodrassus chamberlini Platnick & Shadab, 1975
- Haplodrassus chotanagpurensis Gajbe, 1987
- Haplodrassus cognatus (Westring, 1861)
  - Haplodrassus cognatus ermolajewi Lohmander, 1942
- Haplodrassus concertor (Simon, 1878)
- Haplodrassus creticus (Roewer, 1928)
- Haplodrassus dalmatensis (L. Koch, 1866)
  - Haplodrassus dalmatensis pictus (Thorell, 1875)
- Haplodrassus dentatus Xu & Song, 1987
- Haplodrassus deserticola Schmidt & Krause, 1996
- Haplodrassus dixiensis Chamberlin & Woodbury, 1929
- Haplodrassus dumdumensis Tikader, 1982
- Haplodrassus eunis Chamberlin, 1922
- Haplodrassus grazianoi Caporiacco, 1948
- Haplodrassus hatsushibai Kamura, 2007
- Haplodrassus hiemalis (Emerton, 1909)
- Haplodrassus invalidus (O. P.-Cambridge, 1872)
- Haplodrassus isaevi Ponomarev & Tsvetkov, 2006
- Haplodrassus jacobi Gajbe, 1992
- Haplodrassus kanenoi Kamura, 1995
- Haplodrassus kulczynskii Lohmander, 1942
- Haplodrassus lilliputanus Levy, 2004
- Haplodrassus macellinus (Thorell, 1871)
  - Haplodrassus macellinus hebes (O. P.-Cambridge, 1874)
- Haplodrassus maculatus (Banks, 1904)
- Haplodrassus mayumiae Kamura, 2007
- Haplodrassus mediterraneus Levy, 2004
- Haplodrassus mimus Chamberlin, 1922
- Haplodrassus minor (O. P.-Cambridge, 1879)
- Haplodrassus moderatus (Kulczyński, 1897)
- Haplodrassus montanus Paik & Sohn, 1984
- Haplodrassus morosus (O. P.-Cambridge, 1872)
- Haplodrassus nojimai Kamura, 2007
- Haplodrassus ovtchinnikovi Ponomarev, 2008
- Haplodrassus paramecus Zhang, Song & Zhu, 2001
- Haplodrassus pargongsanensis Paik, 1992
- Haplodrassus ponomarevi Kovblyuk & Seyyar, 2009
- Haplodrassus pseudosignifer Marusik, Hippa & Koponen, 1996
- Haplodrassus pugnans (Simon, 1880)
- Haplodrassus reginae Schmidt & Krause, 1998
- Haplodrassus rufus (Savelyeva, 1972)
- Haplodrassus rugosus Tuneva, 2005
- Haplodrassus sataraensis Tikader & Gajbe, 1977
- Haplodrassus seditiosus (Caporiacco, 1928)
- Haplodrassus severus (C. L. Koch, 1839)
- Haplodrassus signifer (C. L. Koch, 1839)
- Haplodrassus silvestris (Blackwall, 1833)
- Haplodrassus soerenseni (Strand, 1900)
- Haplodrassus stuxbergi (L. Koch, 1879)
- Haplodrassus taepaikensis Paik, 1992
- Haplodrassus taibo (Chamberlin, 1919)
- Haplodrassus tegulatus (Schenkel, 1963)
- Haplodrassus tehriensis Tikader & Gajbe, 1977
- Haplodrassus umbratilis (L. Koch, 1866)
  - Haplodrassus umbratilis gothicus Lohmander, 1942
- Haplodrassus vastus (Hu, 1989)